# CH-7 Heli-Sport Srl
CH-7 Heli-Sport Srl ist ein Produzent von Hubschraubern für den Selbstbau und hat seinen Sitz in Turin.

## Geschichte
CH-7 Heli-Sport Srl wurde 1987 von den Brüdern Igo, Josy und Charlie Barbero unter der ursprünglichen Bezeichnung EliSport gegründet und 1989 in den nunmehrigen Namen umbenannt. Das Unternehmen befasste sich anfangs mit der Montage von Leichtflugzeugen und Leichthubschraubern aus Bausätzen. 1992 erwarb das Unternehmen dann die Produktionsrechte am CH-6/CH-7. Nach Überarbeitung des Hubschraubers durch Josi und Claudio Barbero, sowie der Kabine durch den Sportwagendesigner Marcello Gandini, wurde der erste Hubschrauber unter der Bezeichnung  CH-7 Angel auf den Markt gebracht, von welchem rund 120 Exemplare verkauft werden konnten. Die Weiterentwicklungen des Modells, wie der CH-7 Kompress, sowie des daraus hervorgegangene Heli-Sport CH-77 sind ebenfalls kommerziell erfolgreich. Bislang konnten insgesamt mehr als 400 Exemplare der verschiedenen Versionen verkauft werden.

## Produkte
- Helisport CH-7 Angel, CH-7 Kompress und CH 7 Kompress Charlie samt Unterarten - ein- (Angel) bzw. zweisitziger Ultraleichthubschrauber
- Heli-Sport CH-77 Ranabout - Zweisitziger Ultraleichthubschrauber

## Weiterführende Informationen
- Purdy, Don: AeroCrafter - Homebuilt Aircraft Sourcebook, Fifth Edition, S 324. BAI Communications, 15. Juli 1998. ISBN 0-9636409-4-1
- Jackson, Paul (2010). Jane’s All the World’s Aircraft 2010-11. Coulsdon, Surrey: IHS Jane’s. S. 385 ff. ISBN 978-0-7106-2916-6.